# Droga krajowa B28a (Niemcy)
Droga krajowa 28a (niem. Bundesstraße 28a, B 28a) – niemiecka droga krajowa przebiegająca na osi wschód - zachód między drogą B28 w Dornstetten a drogą B14 w Horb am Neckar (ok. 20 km) i między węzłem Rottenburg na autostradzie A81 a  Rottenburgiem (ok. 11 km) w Badenii-Wirtembergii.